# António Ribeiro (piłkarz)
António Manuel Ribeiro (ur. 8 października 1980 w Aveiro) – kanadyjski piłkarz pochodzenia portugalskiego występujący na pozycji pomocnika.

## Kariera klubowa
Ribeiro karierę rozpoczynał w 2000 roku w kanadyjskim zespole Montreal Impact z A-League. Spędził tam 2 sezony, a potem odszedł do Panelliniosu. W 2003 roku wrócił jednak do Montrealu. W 2004 roku wygrał z nim rozgrywki A-League. W 2005 roku wraz z zespołem rozpoczął starty w USL First Division. W 2009 roku podpisał kontrakt z amerykańskim San Jose Earthquakes. W MLS zadebiutował 14 czerwca 2009 roku w przegranym 1:2 pojedynku ze Seattle Sounders. W San Jose spędził sezon 2009, w ciągu którego rozegrał tam 7 spotkań.
W 2010 roku Ribeiro wrócił do Montrealu Impact, grającego teraz w USSF Division 2 Professional League. W sezonie 2011 występował z nim w North American Soccer League. Po tamtym sezonie zakończył karierę.

## Kariera reprezentacyjna
W reprezentacji Kanady Ribeiro zadebiutował 2 czerwca 2007 roku w zremisowanym 2:2 towarzyskim meczu z Wenezuelą. W tym samym roku został powołany do kadry na Złoty Puchar CONCACAF. Nie zagrał jednak na nim ani razu, a Kanada zakończyła turniej na półfinale.
W latach 2007–2010 w drużynie narodowej Ribeiro rozegrał 3 spotkania.